# Joelija Obertas

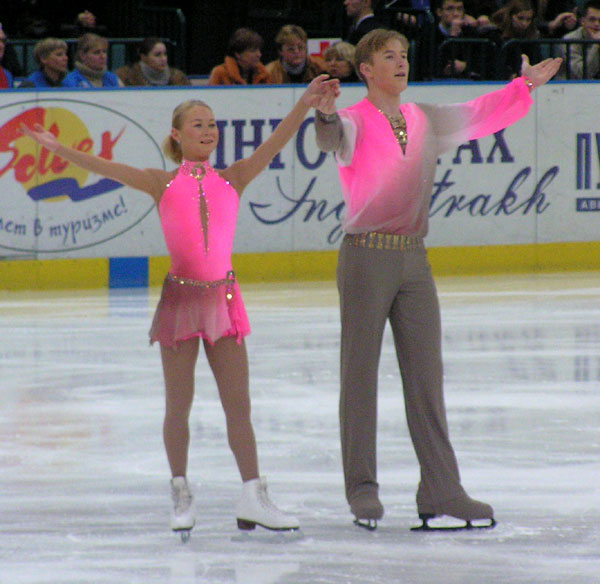
Joelija Obertas & Sergej Slavnov

Joelija Nikolajevna Obertas (Russisch: Юлия Николаевна Обертас) Oekraïens: Юлія Обертас) (Dnjepropetrovsk, 19 juni 1984) is een in Oekraïne geboren Oekraïens en Russisch kunstschaatsster.
De eerste prestatie met Dmytro (Dmitri) Palamartsjoek was tijdens het International Junior Kunstschaatskampioenschap. Toespraken op het Oekraïense kunstschaatsenkampioenschap (1999) waren een goede start voor haar in een paar schaatsen.
Obertas is actief in het paarrijden en haar vaste sportpartner is Sergej Slavnov en zij worden gecoacht door Tamara Moskvina. In het verleden schaatste zij onder andere met Dmytro (Dmitri) Palamartsjoek en Alexei Sokolov.
Obertas en Slavnov schaatsen samen sinds 2003.
| records             | punten | datum      | toernooi           |
| ------------------- | ------ | ---------- | ------------------ |
| Hoogste totaalscore | 177.10 | 26-01-2005 | EK 2005            |
| Hoogste korte kür   | 63.59  | 25-01-2005 | EK 2005            |
| Hoogste lange kür   | 117.98 | 26-11-2005 | Cup of Russia 2005 |

## Belangrijke resultaten
(1998-2000 met Dmytro (Dmitri) Palamartsjoek (voor Oekraïne uitkomend), 2004-2007 met Alexei Slavnov voor Rusland uitkomend)
| Kampioenschap          | 1998 | 1999 | 2000   | 2001 | 2002 | 2003 | 2004  | 2005   | 2006   | 2007   |
| ---------------------- | ---- | ---- | ------ | ---- | ---- | ---- | ----- | ------ | ------ | ------ |
| Olympische Spelen      |      |      |        |      |      |      |       |        | 8e     |        |
| Wereldkampioenschap    |      | 11e  | tzt    |      |      |      | 7e    | 5e     | 8e     |        |
| Europees Kampioenschap | 7e   | 6e   | 7e     |      |      |      | 4e    | Zilver | 4e     | 4e     |
| NK Rusland             |      |      |        |      |      |      | Brons | Brons  | Zilver | Zilver |
| WK junioren            | Goud | Goud | Zilver |      |      |      |       |        |        |        |